# Tyrannosauripus pillmorei
Tyrannosauripus (doslova „tyranosauří noha“) je ichnorod, jméno přidělené obří stopě teropoda, objevené roku 1983 pracovníkem Geologické služby Spojených států, geologem Charlesem "Chuckem" Pillmorem. Stopa byla na jeho počest pojmenována Tyrannosauripus pillmorei ve studii dvojice vědců Martina G. Lockleyho a Adriana P. Hunta v roce 1994.

## Stáří a popis
Stopa, která dnes nese sbírkové označení CU-MWC 225.1 byla objevena v sedimentech geologického souvrství Raton na území Nového Mexika (lokalita Philmont Ranch nedaleko města Cimarron), stáří vrstev spadá do nejpozdější křídy (asi 20 metrů pod iridiem obohacenou jílovou vrstvičkou, což odpovídá několika stovkám tisíciletí před katastrofou na konci křídy). Stopa patřila téměř s jistotou druhu Tyrannosaurus rex, tedy obřímu dominantnímu predátorovi z konce období druhohorní křídy. Stopa měří na délku 86 centimetrů, na šířku kolem 70 cm. Patřila tedy nejspíš dospělému dinosaurovi o délce asi 11-12 metrů a hmotnosti kolem 6 tun (na základě dosud nepublikované analýzy asi 2000 tisíc fosilních stop za pomoci nových výzkumných technik). Stopa vykazuje relativně úzké a dlouhé otisky prstů, patrný je i hallux (čtvrtý, relativně krátký prst u báze nohy).

## Etymologie
Rodové jméno Tyrannosauripus se poprvé objevilo již v práci francouzského paleontologa J. Lessertisseura v roce 1955, nebylo však autorem spojeno s konkrétním popisem některé z fosilních stop. Jméno tedy mohlo být Lockleym a Huntem v roce 1994 znovu použito v nové kombinaci T. pillmorei. V překladu znamená doslova "Pillmorova tyranosauří noha".

## Další objevy
Jedinou další objevenou stopou tyranosaura je nález, učiněný britským paleontologem Phillipem Manningem v roce 2007 na území Montany (souvrství Hell Creek). Tato stopa o délce 74 cm pak byla popsána v roce 2008. Některé fosilní otisky stop dříve přisuzované velkým teropodům patřily ve skutečnosti kachnozobým dinosaurům (hadrosauridům). V roce 2016 byla z území Wyomingu (souvrství Lance) vědecky popsána první objevená série zkamenělých otisků stop, patřící pravděpodobně rovněž druhu Tyrannosaurus rex.. Na základě této série stop byla odhadnuta rychlost původce asi na 4,5 - 8 km/h, novější studie však tento údaj zvýšila opravou původních nesprávných výpočtů na 8,1 - 12,5 km/h.
Počátkem roku 2021 byl oznámen objev pravděpodobného otisku stopy zadní i přední končetiny z Nového Mexika, interpretovaný jako situace, v niž se tyranosaurus napřimoval z ležící pozice a pomáhal si se stabilizací předními končetinami.
V roce 2021 byl také popsán další ichnodruh tohoto ichnorodu, menší Tyrannosauripus bachmani.